# Bolognetta (métro de Rome)
Bolognetta est une station de la ligne C du métro de Rome.

## Situation sur le réseau
Établie en aérien, la station de Bolognetta est située sur la ligne C du métro de Rome, entre les stations de Borghesiana, en direction de Lodi, et de Finocchio, en direction de Monte Compatri - Pantano.

## Histoire
La station Bolognetta est mise en service le 9 novembre 2014, lors de l'ouverture à l'exploitation de la section de Parco di Centocelle à Monte Compatri - Pantano.